# Sangre de vírgenes
Sangre de vírgenes es una película argentina de terror de 1967 dirigida por Emilio Vieyra según su propio guion (escrito con el seudónimo de Raúl Zorrilla). Es protagonizada por Ricardo Bauleo, Susana Beltrán, Walter Kliche y Gloria Prat. Fue filmada en Eastmancolor y se estrenó el 21 de febrero de 1974. El filme tuvo el título alternativo de Pacto sangriento.

## Sinopsis
Llega desde el pasado un personaje condenado a vagar por el mundo practicando el vampirismo.

## Reparto
Intervinieron en la película los siguientes intérpretes:
- Ricardo Bauleo … Tito Ledesma
- Susana Beltrán … Ofelia
- Walter Kliche … Gustavo
- Gloria Prat … Laura Ledesma
- Rolo Puente … Raúl Aguilar
- Milton Ghío
- Mariela Albano
- Justin Martín
- Marta Peirano
- Graciela Mancuso
- Albina Malagola
- Silvano Roncati
- Nilo Conti
- Emilio Vieyra … Comisario Martínez

## Crítica
Juan Carlos Frugone en Clarín dijo:

”El argumentista no ha respetado demasiado las convenciones del género…con todo es posible que ni involuntariamente ofrezca un rato de diversión.”

El Heraldo del Cinematografista escribió:

”Intento con audacia comercial, une el atractivo que para cierto público puede tener el erotismo y el vampirismo.”

Manrupe y Portela escriben:

”Cuando los límites de los films de culto se diluyen sospechosamente hacia lo meramente vulgar. Film que pretende ser erótico y de terror, pero que más bien divierte por lo kitsch. Rodado en los bosques de Bariloche, puede funcionar como producto cómico”